# 胜利乡 (巫溪县)
胜利乡，是中华人民共和国重庆市巫溪县下辖的一个乡镇级行政单位。

## 行政区划
胜利乡下辖以下地区：
龙狮村、堑场村、胜利村、胜合村、健农村、果元村、双胜村和洪仙村。